# Percy Wenrich
Percy Wenrich (* 23. Januar 1887 in Joplin, Missouri; † 17. März 1952 in New York) war ein US-amerikanischer Komponist von Ragtime und populärer Musik.
Wenrichs Mutter spielte selbst Klavier und so lernte er in seiner Jugend Klavier und Orgel. Mit 21 ging er ans Chicago Music College. Schon während der Collegezeit veröffentlichte er erste Kompositionen und nach dem Abschluss komponierte er als Angestellter bei Musikverlagen. Erste Erfolge hatte er mit Ragtime-Stücken wie Peaches and Cream und The Smiler. Zu der Zeit lernte er auch die Vaudeville-Tänzerin Dolly Connolly kennen, die er heiratete und mit der er auf Tour ging. Für sie schrieb er auch den Red Rose Rag.
1909 gingen sie nach New York, wo er an der Tin Pan Alley arbeitete. Noch im selben Jahr hatte er mit Put on Your Old Grey Bonnet einen großen Hit, der sich über zwei Millionen Mal verkaufte (als Notenblätter) und ihn an die Spitze der Sheet-Charts brachte. Weitere große Hits waren Moonlight Bay (1912) und When You Wore a Tulip and I Wore a Big Red Rose (1914). Besonders erfolgreich waren seine Arbeiten zusammen mit den Liedtextern Edward Madden und Jack Mahoney.
Einen kurzen Ausflug in das Geschäft als Musikverleger im Jahr 1913 gab er wieder auf, weil es ihm zu wenig Zeit fürs Komponieren ließ. Danach schrieb er für das Vaudeville-Theater und verfasste zwischen 1914 und 1930 auch mehrere Broadway-Musicals. Er schrieb viel für seine Frau, die eine erfolgreiche Plattenkünstlerin wurde und mit der er häufig gemeinsam auftrat.
Nachdem seine Frau schwer erkrankte, zog sich Wenrich auch weitgehend vom Komponieren zurück. Zu den bekanntesten Stücken aus seinem Spätwerk gehört Sail Along, Silv’ry Moon, das 1937 ein Hit für Bing Crosby (USA Platz 4) und zwanzig Jahre später noch einmal ein weltweiter Instrumentalhit für Billy Vaughn und sein Orchester (Deutschland Platz 1, USA Platz 5) wurde.
Percy Wenrich starb 1952 in New York. Er wurde 1970 posthum in die Songwriters Hall of Fame aufgenommen.

## Werke
Bekannte Lieder:
- Peaches and Cream (Ragtime, 1905)
- The Smiler (Ragtime, 1907)
- Sweetmeats (Ragtime, 1907)
- Rainbow (Text: Alfred Bryan, 1908)
- Put On Your Old Grey Bonnet (Text: Stanley Murphy, 1909)
- Silver Bell (Text: Edward Madden, 1910)
- Red Rose Rag (Text: Edward Madden, 1911)
- Moonlight Bay (Text: Edward Madden, 1912)
- Snow Deer Rag (Text: Jack Mahoney, 1913)
- When You Wore a Tulip (And I Wore a Big Red Rose) (Text: Jack Mahoney, 1914)
- Sweet Cider Time (Text: Joseph McCarthy, 1916)
- Sail Along, Silv’ry Moon (Text: Harry Tobias, 1937)

Broadway-Musicals (Auswahl):
- The Crinoline Girls (Text: Julian Eltinge, 1914)
- The Right Girl (Text: Raymond W. Peck, 1921)
- Castles in the Air (Text: Raymond W. Peck / R. Locke, 1926/27)